# Statolatria
La statolatria, espressione che combina la pratica dell'idolatria con lo Stato: definisce "gli atteggiamenti pratico-politici, improntati a una fiducia assoluta nello Stato, nelle sue funzioni istituzionali e nelle sue vocazioni etiche e storico-culturali nell’organizzare, amministrare e dirigere l’intera vita della società  e dei singoli individui" e confligge, in modo evidente, con il concetto di Stato di diritto, la più significativa filiazione dell’idea liberale.

## Origine del termine
Benché presente nella dottrina positivistica di inizio secolo XX, il concetto apparve per la prima volta nel febbraio 1910, quando il quotidiano «Il Cittadino di Brescia» pubblicò "il resoconto di una conferenza, tenuta al Circolo cattolico bresciano da monsignor Manzini, noto sacerdote veronese impegnato nel movimento cattolico e amico di padre Bevilacqua, sul tema Un modello di riformatore (San Paolo). Proprio per l’importanza che (...) le lettere paoline e l’insegnamento dell’apostolo avrebbero avuto su Montini, in particolare durante il fascismo, mette conto ricordare questa conferenza. Monsignor Manzini collocava la figura e l’opera di san Paolo in un contesto – l’impero romano – caratterizzato da «una ferrea tirannia di Stato» e da una «statolatria»".

## Nel fascismo
L'utilizzo del termine assunse la massima notorietà nella Dottrina del fascismo di Giovanni Gentile, pubblicata nel 1932 a firma di Benito Mussolini, tanto da essere citato anche nei Quaderni dal carcere di Antonio Gramsci, tra il 1932 ed il 1933.
Il 29 giugno dello stesso anno nell'enciclica Non Abbiamo Bisogno di Papa Pio XI il quale criticò il fatto che il fascismo stesse sviluppando una ideologia pagana dello Stato, definita statolatria. 
(Enciclica Non Abbiamo Bisogno di Pio XI)
La cesura di fine anni Trenta, che si verificò nel pensiero giuridico italiano, mosse proprio dalla insoddisfazione verso questa soluzione, vistosamente volta a giustificare l'esistente regime dittatoriale: "i giuristi più giovani tornarono infatti a distinguere società e stato e ricostruirono la relazione tra le due dimensioni immaginando un percorso non più discendente (dallo Stato alla società) ma ascendente (dalla società allo Stato) il cui snodo fondamentale era incarnato proprio dal partito politico".

## Lo Stato onnipotentedi Ludwig von Mises (1944)
Il termine divenne popolare e venne ulteriormente sviluppato nel 1944 da Ludwig von Mises, quando pubblicò Lo Stato onnipotente. La statolatria è letteralmente un culto dello Stato analogo all'idolatria di idoli; asserisce che la gloria e lo sviluppo dello Stato o della Nazione sono l'oggetto di ogni aspirazione umana a scapito di ogni altro interesse o attività, incluso il benessere personale ed il libero arbitrio. L'espansione del potere e dell'influenza di uno Stato deve essere raggiunta, se necessario, attraverso guerre di conquista ed imprese coloniali, seguendo una tipica politica imperialista. È molto distante da un patriottismo che riconosca il diritto delle popolazioni all'autodeterminazione, e potrebbe essere descritta al meglio come un super-patriottismo o uno sciovinismo nazionalista.